# Gryllopsis ornaticeps
Gryllopsis ornaticeps är en insektsart som först beskrevs av Lucien Chopard 1925.  Gryllopsis ornaticeps ingår i släktet Gryllopsis och familjen syrsor. Inga underarter finns listade i Catalogue of Life.